# Гунн Маріт Гельгесен
Гунн Маріт Гельгесен (30 жовтня 1958 , Порсгрунн, Телемарк ) — норвезький політик, член Консервативної партії.

## Життєпис та політична діяльність
Гунн Гельгесен обіймала посаду заступника представника в парламенті Норвегії в 1993—1997, 1997—2001, 2001—2005, 2005—2009 та 2009—2013 роках. З 1995 по 2003 рік працювала заступником мера округу Телемарк, а з 2003 року обиралася мером округу.
Після місцевих виборів у Норвегії 2011 року місцевий правоцентристський альянс був розпущений, і Тер'є Ріїс-Йогансен став мером округу нової лівоцентристської коаліції. У грудні 2013 року Гунн Гельгесен змінила Халвдана Скарда на посаді голови Норвезької асоціації місцевих та регіональних органів влади.
Гунн Гельгесен також обрали президентом Комісії Північного моря. Крім того вона входить до складу правління «Kommunal Landspensjonskasse».